# هيرمان زويك
هيرمان زويك (بالألمانية: Hermann Zwick )‏ (و. 1839 – 1906 م) هو سياسي، وكيميائي، وفيزيائي من الإمبراطورية الألمانية .
توفي في برلين، عن عمر يناهز 67 عاماً.

## مناصب
تولى منصب عضو مجلس النواب الألماني للإمبراطورية الألمانية، وعضو مجلس النواب البروسي .